# Lenins Weg
Lenins Weg (Ленинский путь) — республиканская общественно-политическая газета на немецком языке, издававшаяся в Азербайджанской ССР. Была печатным органом обкома ЦК КП(б) Азербайджана.
Тираж в 1936 году составлял 3 тыс. экземпляров.
Издание газеты началось в 1932 году. Газета печаталась в с. Еленендорф Наримановского района (с 1938 — Ханларский, с 2008 г. — Гёйгёльский район). 21 мая 1936 года, согласно постановлению ЦК АКП(б) «О республиканской газете на немецком языке „Lenins Weg“», газета стала республиканской, а её тираж увеличен до 3 тыс. экз.
В газете работал редактором видный немецкий писатель и поэт Ф. И. Бах.